# Diócesis de Albacete
La diócesis de Albacete (en latín: Dioecesis Albasitensis) es una circunscripción eclesiástica de la Iglesia católica en España. Se trata de una diócesis latina, sufragánea de la archidiócesis de Toledo. 

## Territorio y organización

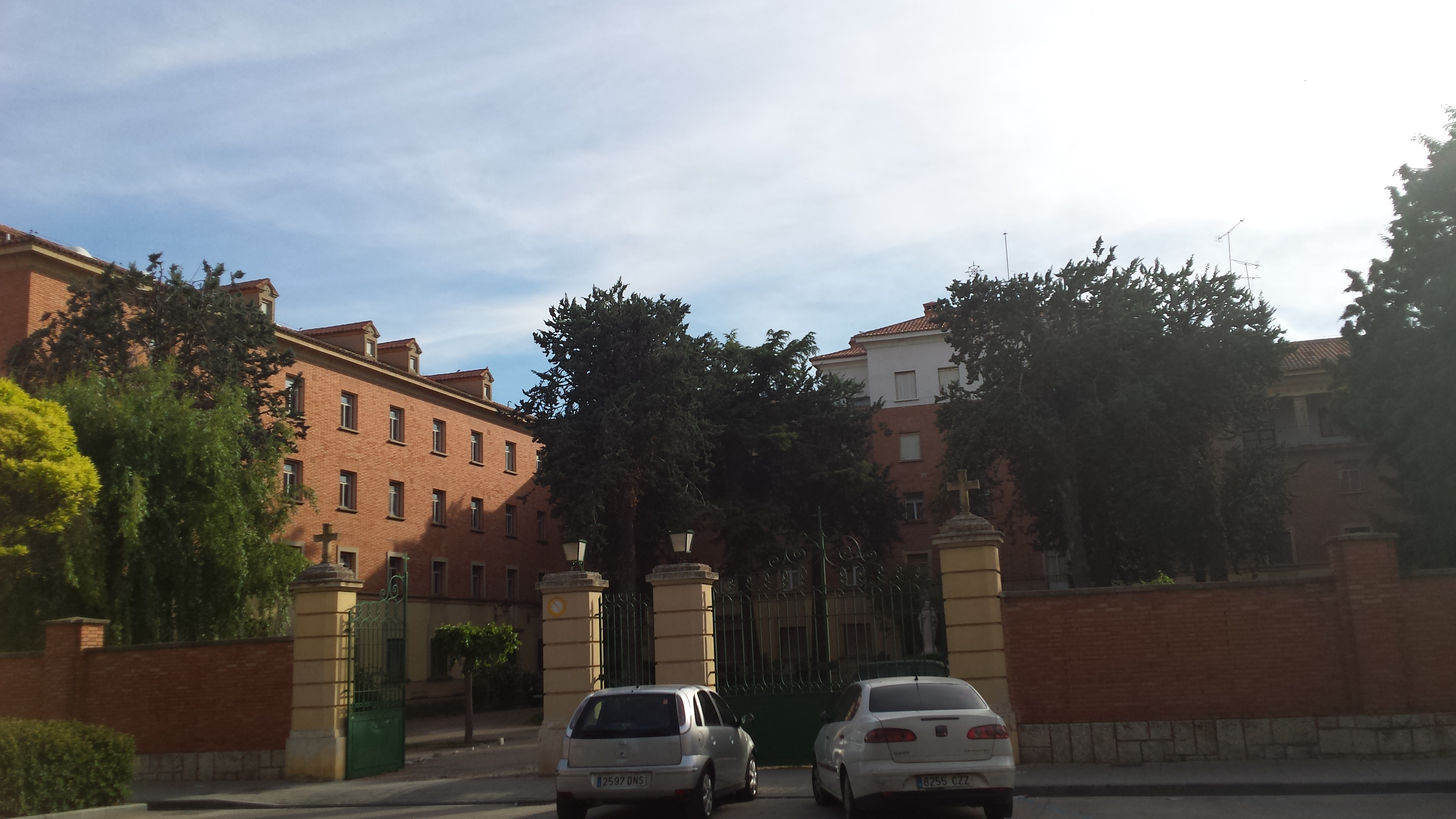
Vista este del Seminario Mayor de Albacete

La diócesis tiene 14 926 km² y extiende su jurisdicción sobre los fieles católicos de rito latino residentes en la provincia de Albacete en la comunidad autónoma de Castilla-La Mancha.

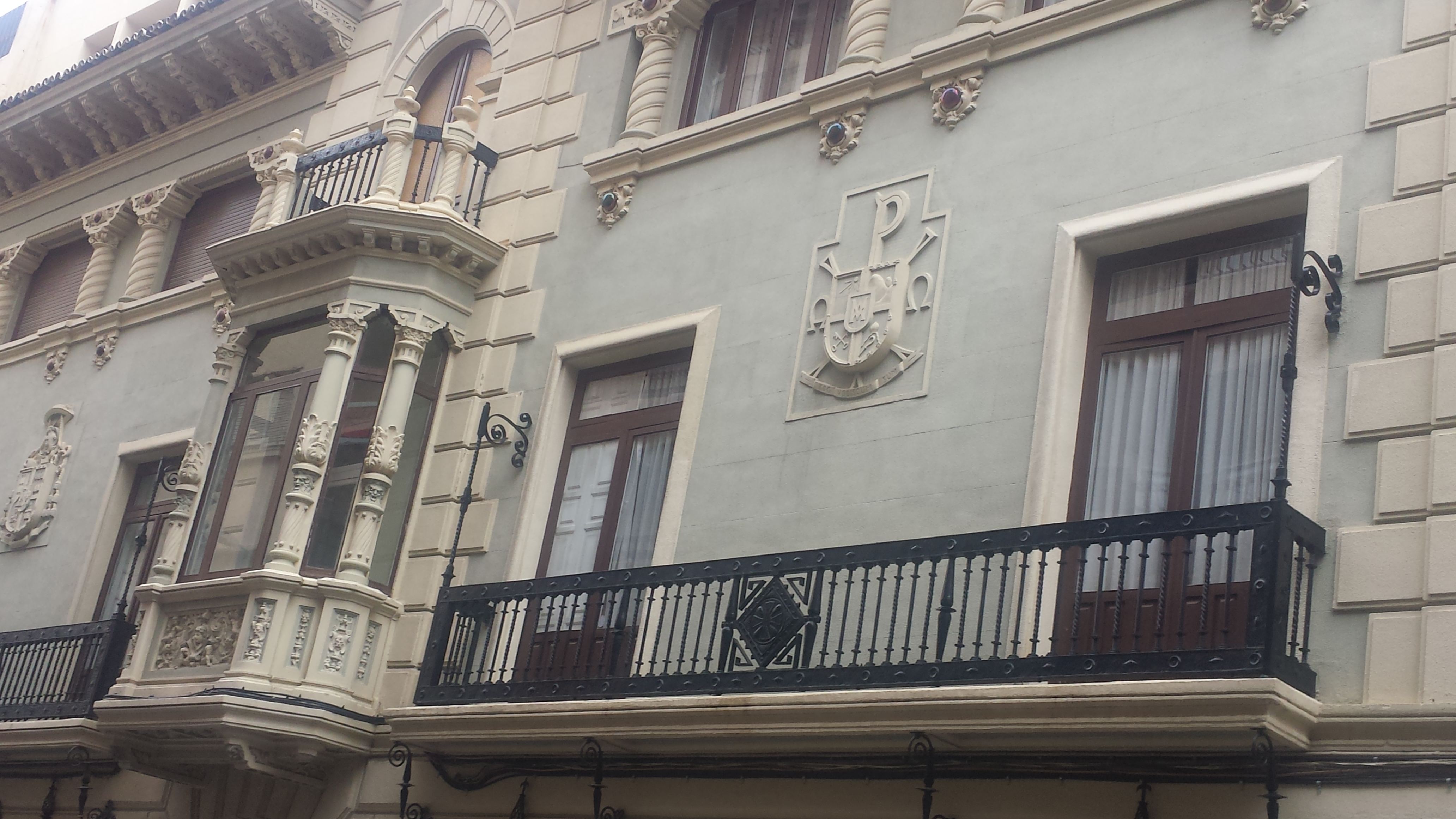
Palacio Episcopal de Albacete

La sede de la diócesis se encuentra en la ciudad de Albacete, en donde se halla la Catedral de San Juan Bautista.
En 2020 en la diócesis existían 194 parroquias agrupadas en 4 zonas pastorales:
- La zona pastoral de Albacete está compuesta por los 3 arciprestazgos de la capital.
- La zona pastoral de La Mancha está conformada por los arciprestazgos de Villarrobledo, La Roda y La Manchuela.
- La zona pastoral de Levante está constituida por los arciprestazgos de Chinchilla, Almansa y Hellín.
- La zona pastoral de la Sierra cuenta con los arciprestazgos de Alcaraz, Elche de la Sierra-Yeste y Peñas de San Pedro.

| Zona pastoral | Arciprestazgos           | Parroquias |
| ------------- | ------------------------ | --- |
| Albacete      | Albacete I               | Espíritu Santo, Nuestra Señora de Fátima, Sagrado Corazón de Jesús, San Francisco, San Pedro, Santa Teresa, Nuestra Señora de la Paz y Resurrección del Señor. |
|               | Albacete II              | El Buen Pastor, La Purísima Concepción, Nuestra Señora de la Estrella, Nuestra Señora de las Angustias, San José, San Vicente de Paúl y Santo Domingo de Guzmán. |
|               | Albacete III             | Nuestra Señora de la Asunción, Nuestra Señora del Pilar, Sagrada Familia, San Juan Bautista, San Pablo y San Juan Pablo II. |
| La Mancha     | Villarrobledo            | El Ballestero, El Bonillo, Munera, Ossa de Montiel y San Blas, San Sebastián y Santa María de Villarrobledo. |
|               | La Roda                  | Balazote, Barrax - Santa Marta, Fuensanta, La Gineta, La Herrera, Lezuza, Minaya, Montalvos, El Salvador y Santísimo Cristo de La Roda, Tarazona de la Mancha, Tiriez, Villalgordo del Júcar y El Jardín. |
|               | La Manchuela             | Abengibre, Alborea, Alcalá del Júcar, Balsa de Ves, Bormate, Casas de Ves, Casas-Ibáñez, Cenizate, El Cerro, Cubas, Las Eras, Fuentealbilla, La Gila-Marimínguez, Golosalvo, Jorquera, Madrigueras, Mahora, Motilleja, Navas de Jorquera, La Recueja, Tolosa, Villa de Ves - La Pared, Villamalea, Villatoya, Viso el - Cantoblanco y Zulema (Alcalá del Júcar). |
| Levante       | Hellín                   | Agra, Agramón, Albatana, Aljubé - Villegas, Las Anorias - Pinilla, Cancarix, Cañada de Agra, Cordovilla, Fuenteálamo, Nuestra Señora de la Asunción, Sagrado Corazón de Jesús y San Roque de Hellín, Horca - Minateda, Isso, Los Mardos, Minas, Mingogil, Mora de Santa Quiteria, Nava de Campana, Ontur, Santiago de Mora, Sierra, y Nuestra Señora de la Asunción, San Antonio y San Roque de Tobarra. |
|               | Chinchilla               | Abuzaderas, Alatoz, Campillo de las Doblas, Carcelén, Casa de las Monjas, Casas de Juan Núñez, Cerrolobo, Corral Rubio, Chinchilla, Estación de Chinchilla, La Felipa, Higueruela, Horna, Hoya Gonzalo, Pétrola, Pozo Cañada, Pozo Lorente, Tinajeros, Valdeganga, Villar de Chinchilla y Villavaliente. |
|               | Almansa                  | Nuestra Señora de la Asunción, San Roque y San Isidro de Almansa, Alpera, Bonete, San Francisco y Santa Catalina de Caudete, La Higuera y Montealegre del Castillo. |
| Sierra        | Alcaraz                  | Alcaraz, Bienservida, Canaleja, Povedilla, Reolid, Robledo, Salobre, Solanilla (Los Chospes, El Cubillo), Vianos, Villapalacios y Viveros. |
|               | Yeste-Elche de la Sierra | Abejuela, Alcantarilla, Arguellite (Los Prados), Cañada Buendía - Los Olmos, Cañada del Provencio (Molinicos), Las Cañadas, Casas de Juan Quílez, Cotillas, Dehesa Iznar, Elche de la Sierra, Férez, Fuente de la Sabina, Fuente Higuera - Claras (Tindavar), Fuentes Paúles, Góntar, La Graya, Jutia, Letur, Majada Carrasca - Moropeche, Molinicos, Morenos - Huebras, Nerpio, Pedro Andrés, Peñarrubia, Rala - Raspilla, Riópar, Sege, Socovos, Tazona, Tus, La Vegallera (Molinicos), Villares - Vicorto, Villaverde del Guadalimar, Vizcable - Belmontes, Yeste y Yetas. |
|               | Peñas de San Pedro       | Casa Sola, Aguas Nuevas, Alcadozo, Los Anguijes, Argamasón, Ayna, Bogarra, Cañada Juncosa, Casas de Lázaro, Fontanar de las Viñas, Liétor, Masegoso, Mullidar - Casa Blanca, Nava de Abajo, Nava de Arriba, Paterna del Madera, Peñas de San Pedro, Peñascosa, Los Pocicos, Pozohondo, Pozuelo, Royo Odrea, Sahúco, El Salobral, San Pedro, Santa Ana y La Solana. |

## Historia
La diócesis fue erigida el 2 de noviembre de 1949 con la bula Inter praecipua del papa Pío XII, obteniendo el territorio de las diócesis de Cartagena, Cuenca y Orihuela. Originalmente era sufragánea de la archidiócesis de Valencia. Al mismo tiempo, la Santísima Virgen María, conocida con el título de Los Llanos, fue proclamada como patrona de la nueva diócesis. El documento fue ejecutado por decreto de 1 de julio de 1950 del nuncio apostólico Gaetano Cicognani.
Para la constitución de la base territorial de la nueva sede hubo que hacer los siguientes desglosamientos: separar de la diócesis de Cartagena, para añadirlos a la nueva, los arciprestazgos de Albacete, Almansa, Casas-Ibáñez, Chinchilla, Hellín, Jorquera y Yeste, que perteneciendo antes a la diócesis de Cartagena, lo eran civilmente de la provincia de Albacete; de la diócesis de Cuenca se desmembró el arciprestazgo de La Roda, que comprende las parroquias de La Roda, Fuensanta, Madrigueras, Casas de Roldán, Montalvos, Tarazona de la Mancha y Villalgordo del Júcar. Por último, de la diócesis de Orihuela-Alicante se separó el municipio de Caudete.
La antigua iglesia parroquial de San Juan Bautista fue elevada a la categoría de catedral el 5 de mayo de 1955.
Una resolución del Ministerio de Justicia, de 5 de octubre de 1957, entre otras modificaciones, reincorporó la parroquia de Casas de Roldán a la diócesis de Cuenca, que de nuevo se agregó a la de Albacete por encontrarse su territorio en la provincia civil respectiva, medida que obedece a la necesidad de poner en práctica el concordato, en lo que se refiere a la revisión de circunscripciones diocesanas, a fin de que coincidan territorialmente diócesis y provincias civiles.
El 25 de julio de 1966 la diócesis se amplió para incluir toda la provincia de Albacete, una parte de la cual había quedado sujeta a la archidiócesis de Toledo (la zona de Alcaraz y Campo de Montiel).
El 28 de julio de 1994 pasó a formar parte de la provincia eclesiástica de la archidiócesis de Toledo.
En 2000 se conmemoró el cincuentenario de la erección de la diócesis con la exposición Los Caminos de la Luz, comisariada por el historiador Luis Guillermo García-Saúco Beléndez.

## Estadísticas
Según el Anuario Pontificio 2021 la diócesis tenía a fines de 2020 un total de 369 805 fieles bautizados.
| Año                                                                             | Población | Población | Población      | Sacerdotes | Sacerdotes | Sacerdotes | Católicos por sacerdote | Diáconos permanentes | Religiosos | Religiosos | Parroquias y cuasiparroquias |
| Año                                                                             | Católicos | Total     | % de católicos | Total      | Diocesanos | Regulares  | Católicos por sacerdote | Diáconos permanentes | Masculinos | Femeninos  | Parroquias y cuasiparroquias |
| ------------------------------------------------------------------------------- | --------- | --------- | -------------- | ---------- | ---------- | ---------- | ----------------------- | -------------------- | ---------- | ---------- | ---------------------------- |
| 1950                                                                            | 307 000   | 308 270   | 99.6           | 97         | 72         | 25         | 3164                    |                      | 54         | 206        | 82                           |
| 1958                                                                            | 304 500   | 305 000   | 99.8           | 171        | 135        | 36         | 1780                    |                      | 115        | 387        | 156                          |
| 1970                                                                            | 341 660   | 342 260   | 99.8           | 223        | 181        | 42         | 1532                    |                      | 59         | 488        | 194                          |
| 1980                                                                            | 343 000   | 344 000   | 99.7           | 183        | 142        | 41         | 1874                    |                      | 57         | 502        | 191                          |
| 1990                                                                            | 357 000   | 358 000   | 99.7           | 177        | 135        | 42         | 2016                    |                      | 66         | 484        | 192                          |
| 2000                                                                            | 356 327   | 361 327   | 98.6           | 185        | 146        | 39         | 1926                    | 4                    | 55         | 428        | 192                          |
| 2001                                                                            | 356 021   | 361 021   | 98.6           | 187        | 151        | 36         | 1903                    | 3                    | 52         | 425        | 192                          |
| 2002                                                                            | 362 283   | 367 283   | 98.6           | 189        | 153        | 36         | 1916                    | 3                    | 52         | 410        | 192                          |
| 2003                                                                            | 366 953   | 371 787   | 98.7           | 189        | 154        | 35         | 1941                    | 3                    | 48         | 374        | 194                          |
| 2004                                                                            | 371 859   | 376 787   | 98.7           | 195        | 152        | 43         | 1906                    | 3                    | 50         | 372        | 194                          |
| 2006                                                                            | 376 947   | 384 640   | 98.0           | 181        | 149        | 32         | 2082                    | 3                    | 42         | 394        | 193                          |
| 2012                                                                            | 376 947   | 402 318   | 96.9           | 171        | 140        | 31         | 2279                    | 9                    | 39         | 312        | 193                          |
| 2015                                                                            | 379 791   | 396 987   | 95.7           | 166        | 142        | 24         | 2287                    | 13                   | 33         | 264        | 193                          |
| 2018                                                                            | 374 230   | 390 032   | 95.9           | 159        | 136        | 23         | 2353                    | 13                   | 35         | 242        | 193                          |
| 2020                                                                            | 369 805   | 388 167   | 95.3           | 148        | 127        | 21         | 2499                    | 16                   | 28         | 235        | 194                          |
| Fuente: Catholic-Hierarchy, que a su vez toma los datos del Anuario Pontificio. |           |           |                |            |            |            |                         |                      |            |            |                              |

Además, según cifras oficiales, en el curso 2021-2022, se forman 2 seminaristas en el seminario de Orihuela Alicante y 2 seminaristas están de año pastoral.

## Episcopologio
- Arturo Tabera Araoz, C.M.F. † (13 de mayo de 1950-23 de julio de 1968 nombrado arzobispo de Pamplona).
- Ireneo García Alonso † (7 de diciembre de 1968-4 de agosto de 1980 renunció).
- Victorio Oliver Domingo (27 de mayo de 1981-22 de febrero de 1996 nombrado obispo de Orihuela-Alicante).
- Francisco Cases Andreu (26 de junio de 1996-26 de noviembre de 2005 nombrado obispo de Canarias).
- Ciriaco Benavente Mateos (15 de octubre de 2006-25 de septiembre de 2018 retirado).
- Ángel Fernández Collado, (5 de septiembre de 2018-9 de abril de 2024 retirado).
- Ángel Román Idígoras, (desde el 6 de marzo de 2025).